# ボイモルト

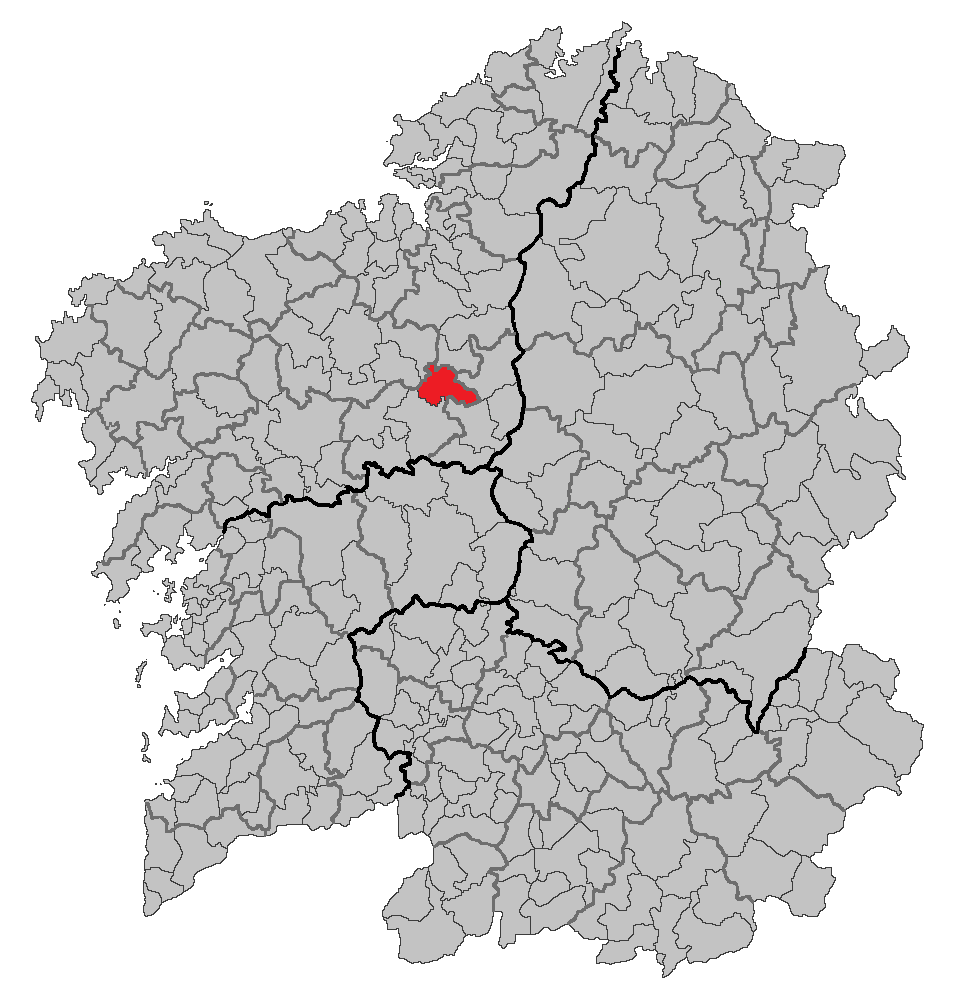

ボイモルト（Boimorto）は、スペイン、ガリシア州、ア・コルーニャ県の自治体、コマルカ・デ・アルスーアに属する。ガリシア統計局によると、2011年の人口は2,211人（2009年：2,288人、2006年：2,410人、2005年：2,461人、2004年：2,486人、2003年：2,599人）である。住民呼称は、男女同形のboimortense。
ガリシア語話者の自治体住民に占める割合は99.92％（2001年）。

## 地理
ボイモルトはア・コルーニャ県の南東部に位置し、コマルカ・デ・アルスーアに属する。隣接する自治体は、北がビラサンタール、東がソブラード、南がメリーデとアルスーア、西がメシーアとフラーデスである。
ボイモルトはアルスーア司法管轄区に属す。

### 人口
住民は13の教区の115の地区（集落）に居住する。
| ボイモルトの人口推移 1900－2010                         |
|                                                         |
| 出典:INE（スペイン国立統計局）1900年 - 1991年、1996年 - |

## 歴史
自治体内にはカストロ文化時代の2つのカストロが残されている。カストロ・デ・ドルメアとカストロ・デ・コレドイラスで、1世紀ごろのものと推定されている。ローマ時代には現在のブラガとアストルガを結ぶローマ街道に並行する二次的な道がこの地域に建設された。1989年にはビラノバ地区で3世紀のものとされるマイル標石が発見されている。
中世には、ボイモルトはソブラードス・ドス・モンシェス修道院の司法管轄区に属していた。569年の古文書には、ドルメア教区がイリア司教区へ移管されるという裁定についての記述が残されている。後にドーニャウラカがサンティアゴ・デ・コンポステーラの司教座聖堂参事会に、その教区を与えた。
旧体制の下では、ボイモルトはサンティアゴ県に属し、サンティアゴ大司教の所領のアルスーアとメシーアの司法管轄区に属していた。カディス憲法後には、ボイモルトの領域はアルスーアとメシーアの両自治体に属することとなった。1835年の地方行政改革（自治体創設）によって、現在の教区に基づく現行の自治体ボイモルトが創設され、新ラ･コルーニャ県のアルスーア司法管轄区に属することとなった。

## 政治
自治体首長はガリシア社会党（PSdeG-PSOE）のホセ・イグナシオ・ポルトス・バスケス（José Ignacio Portos Vázquez）、自治体評議員はガリシア社会党：5、ガリシア国民党（PPdeG）：5、ガリシア民族主義ブロック（BNG）：1となっている（2011年5月22日の自治体選挙結果、得票順）。
| 1999年6月13日自治体選挙 |        |        |          |
| 政党                    | 得票数 | 得票率 | 獲得議席 |
| PPdeG                   | 895    | 52.46% | 7        |
| PSdeG-PSOE              | 348    | 20.40% | 2        |
| BNG                     | 238    | 13.95% | 1        |
| DG                      | 215    | 12.60% | 1        |

| 2003年5月25日自治体選挙 |        |        |          |
| 政党                    | 得票数 | 得票率 | 獲得議席 |
| PPdeG                   | 729    | 40.52% | 5        |
| AIB                     | 578    | 32.13% | 4        |
| BNG                     | 242    | 13.45% | 1        |
| PSdeG-PSOE              | 235    | 13.06% | 1        |

| 2007年5月27日自治体選挙 |        |        |          |
| 政党                    | 得票数 | 得票率 | 獲得議席 |
| PSdeG-PSOE              | 887    | 51.30% | 6        |
| PPdeG                   | 612    | 35.40% | 4        |
| BNG                     | 220    | 12.72% | 1        |

| 2011年5月22日自治体選挙 |        |        |          |
| 政党                    | 得票数 | 得票率 | 獲得議席 |
| PSdeG-PSOE              | 789    | 47.16% | 5        |
| PPdeG                   | 670    | 40.05% | 5        |
| BNG                     | 196    | 11.72% | 1        |

## 教区
ボイモルトは13の教区に分けられている。太字は自治体の中心教区。
- アンダバーオ（サン・マルティーニョ）
- オス・アンシェレス（サンタ・マリーア）
- アルセーオ（サン・ビセンソ）
- ボイミル（サン・ミゲル）
- ボイモルト（サンティアーゴ）
- ブラーテス（サン・ペドロ）
- ブアーソ（サンタ・マリーア）
- カルデイロ（サン・ペドロ）
- コルネーダ（サン・ペドロ）
- ドルメア（サン・クリストーボ）
- メルクリン（サン・ショアン）
- ロディエイロス（サン・シモン）
- センデージェ（サンタ・マリーア）

## 出身著名人
- ルス・カサル（Luz Casal、1958 -）- 歌手。